# Peñaflor (Spanien)
Peñaflor ist eine Gemeinde in der Provinz Sevilla in Spanien mit 3.670 Einwohnern (Stand: 2024). Sie liegt in der Comarca Vega del Guadalquivir in Andalusien. 

## Geografie
Peñaflor gehört zur Region Vega Alta und liegt in den Ausläufern der Sierra Morena, im Nordosten der Provinz Sevilla, in Kontakt mit der Provinz Cordoba und am rechten Ufer des Guadalquivir. Die Gemeinde grenzt an Hornachuelos, Lora del Río, Palma del Río und La Puebla de los Infantes.